# Tabanus bellus
Tabanus bellus är en tvåvingeart som beskrevs av Krober 1934. Tabanus bellus ingår i släktet Tabanus och familjen bromsar. Inga underarter finns listade i Catalogue of Life.